# Thomas Büchel (Schauspieler)
Thomas Büchel (* 1965 in Karl-Marx-Stadt) ist ein deutscher Schauspieler.

## Leben
Thomas Büchel absolvierte von 1987 bis 1990 sein Schauspielstudium an der Theaterhochschule „Hans Otto“ in Leipzig. Anschließend erhielt er ein Engagement am neuen theater in Halle (Saale) um danach an das Deutsche Schauspielhaus in Hamburg zu wechseln. Es folgten erste Arbeiten als Dozent an der Hochschule für Musik und Theater „Felix Mendelssohn Bartholdy“ sowie eine Gastprofessur an der Hochschule für Musik und Theater Hamburg. Von 1996 an arbeitete er am Schauspiel Leipzig und ab etwa 2010 war er Ensemblemitglied am Deutschen Nationaltheater Weimar. Außerdem spielte er unter anderem am Schauspiel Bonn und am Schauspielhaus Bochum. Von 2013 bis 2023 war Thomas Büchel fest am Schauspiel in Essen engagiert.

## Filmografie
- 1990: Heimsuchung (Fernsehfilm)
- 1990: Sehnsucht
- 1992: Tandem (Fernsehfilm)
- 2004: Die Sitte (Fernsehserie, 16. Episode)
- 2008: Alarm für Cobra 11 (Fernsehserie, 185. Episode)
- 2009: Schwerkraft
- 2009: SOKO Köln (Fernsehserie, 89. Episode)
- 2009: Ein Fall von Liebe (1. Fernsehfilm)
- 2009: SOKO Leipzig – Entführung in London (Fernsehserie)

## Theater
- 1989: Georg Büchner: Leonce und Lena (Leonce) – Regie: Werner Hahn (Schauspiel Leipzig – Studententheater im Kellertheater)
- 1994: Heinrich von Kleist: Prinz Friedrich von Homburg (Rittmeister von der Golz) – Regie: Martin Kušej (Deutsches Schauspielhaus Hamburg)
- 1995: William Shakespeare: Das Wintermärchen – Regie: Jossi Wieler (Deutsches Schauspielhaus Hamburg)
- 1995: Johann Kresnik: Gründgens – Regie: Johann Kresnik (Deutsches Schauspielhaus Hamburg)
- 1996: Richard O’Brien: The Rocky Horror Show (Rocky Horror) – Regie: Johanna Schall (Schauspiel Leipzig – Neue Szene)
- 1997: Christa Wolf: Medea. Stimmen – Regie: Wolfgang Engel (Schauspiel Leipzig – Neue Szene)
- 1998: Molière: Der Menschenfeind – Regie: Wolfgang Engel (Schauspiel Leipzig)
- 1998: Friedrich Schiller: Die Räuber – Regie: Konstanze Lauterbach (Schauspiel Leipzig)
- 1998: Heiner Müller: Weiberkomödie – Regie: Thomas Bischoff (Schauspiel Leipzig – Neue Szene)
- 2000: William Shakespeare: Ein Sommernachtstraum – Regie: Johanna Schall (Schauspiel Leipzig)
- 2011: Johann Wolfgang von Goethe: Die Wahlverwandtschaften – Regie: Claudia Meyer (Deutsches Nationaltheater Weimar)
- 2013: Molière: Der Geizige (Harpagon) – Regie: Jasper Brandis (Grillo-Theater Essen)
- 2015: Mark Ravenhill: Wir sind die Guten (Offizier) – Regie: Hermann Schmidt-Rahmer (Grillo-Theater Essen)
- 2015: Yasmina Reza: Kunst (Serge) – Regie: Anne Spaeter (Grillo-Theater Essen)
- 2015: Stefan Keim: Ich habe nichts zu verbergen – Mein Leben mit Big Data – Regie: Hermann Schmidt-Rahmer (Grillo-Theater Essen)
- 2016: Volker Lösch/Oliver Schmaering/Ulf Schmidt: Das Prinzip Jago (Ulrich Sonntag) – Regie: Volker Lösch (Grillo-Theater Essen)
- 2016: Michael Ende: Der satanarchäolügenialkohöllische Wunschpunsch (Belzebub Irrwitzer) – Regie: Anne Spaeter (Grillo-Theater Essen)
- 2016: Christine Nöstlinger: Konrad oder das Kind aus der Konservenbüchse (Egon/ Himmelblauer Mann) – Regie: Henner Kallmeyer (Grillo-Theater Essen – Casa)
- 2016: George Bernard Shaw: My Fair Lady nach Pygmalion (Alfred P. Doolittle) – Regie: Robert Gerloff (Grillo-Theater Essen)
- 2016: Urs Widmer: Top Dogs (Dodo Deer) – Regie: Christoph Roos (Grillo-Theater Essen)